# Vicky Krieps
Vicky Krieps (Luxembourg, 1983. október 4. –) luxemburgi–német színésznő. 
Számos luxemburgi, francia és német sorozatban és filmben szerepelt. Főszerepet játszott a Fantomszál című 2017-es filmben.

## Élete és pályafutása
Robert Krieps luxemburgi politikus unokája. 
Első színészi előadása a luxemburgi Lycée de Garçons középiskolában volt, de eredetileg nem színészi pályára készült. Drámaiskolába beiratkozása helyett egy társadalmi projektben vett részt, egy dél-afrikai település általános iskolájában, Knysna közelében. Ez megerősítette elhatározását a színészi tanulmányok mellett, azzal a céllal, hogy később színpadon lépjen fel. Beiratkozott a Zürichi Művészeti Egyetemre. Számos szerepet játszott luxemburgi produkciókban és luxemburgi-külföldi előadásokban. Egyre fontosabb szerepet vállalt olyan külföldi produkciókban, mint például Hanna – Gyilkos természet (2011), a Rommel (2013), A tél beállta előtt (2013) és az Elly Beinhorn német úttörő pilótáról szóló 2014-es Elly Beinhorn: Alleinflug című tévéfilm. 
2017-ben Daniel Day-Lewis partnereként a Fantomszál című romantikus történelmi drámában kapta meg első angol nyelvű főszerepét. Dan Jolin kritikus elismerését kifejezve megjegyezte, hogy Krieps „képes megállni a helyét egy olyan titánnal szemben, mint a Day-Lewis”. Krieps feltűnt az Ami nem öl meg című 2018-as thrillerben, Erger Bergert, a kitalált Millennium magazin főszerkesztőjét alakítva. 2019-ben a A megtévesztés művészetében szerepelt.
2022-ben a Fűző című történelmi drámában formálta meg Wittelsbach Erzsébet magyar királynét, alakítását a legjobb európai színésznő díjával jutalmazták.

## Magánélete
Jonas Laux színész élettársa. Berlinben élnek két gyermekükkel.

## Filmográfia

### Film
| Év   | Magyar cím                             | Eredeti cím                                 | Szerep               | Magyar hang     |
| ---- | -------------------------------------- | ------------------------------------------- | -------------------- | --------------- |
| 2008 |                                        | La nuit passée (rövidfilm)                  | Christina            |                 |
| 2009 |                                        | X on a Map (rövidfilm)                      | Ana                  |                 |
| 2009 |                                        | House of Boys                               | virágárus            |                 |
| 2011 | Anonymus                               | Anonymus                                    | Bessie Vasvaour      |                 |
| 2011 | Vörös Hadsereg Frakció                 | Wer wenn nicht wir                          | Dörte                |                 |
| 2011 | Hanna – Gyilkos természet              | Hanna                                       | Johanna Zadek        |                 |
| 2012 |                                        | D’Belle Époque                              | Belle                |                 |
| 2012 | Formentera                             | Formentera                                  | Mara                 |                 |
| 2012 |                                        | Schatzritter                                | Marie Kutter         |                 |
| 2012 | Két élet                               | Zwei Leben                                  | Kathrin Lehnhaber    |                 |
| 2012 | A világ fölmérése                      | Die Vermessung der Welt                     | Johanna Gauß         |                 |
| 2013 | Möbiusz                                | Möbius                                      | Olga                 |                 |
| 2013 | A tél beállta előtt                    | Avant l’hiver                               | Caroline             | Gáspár Kata     |
| 2014 | Az üldözött                            | A Most Wanted Man                           | Niki                 |                 |
| 2014 |                                        | Das Zimmermädchen Lynn                      | Lyn                  |                 |
| 2015 |                                        | Tag der Wahreit                             | Marie Hoffmann       |                 |
| 2015 |                                        | Mon cher petit village                      | Elisabeth            |                 |
| 2015 |                                        | Pitter Patter Goes My Heart (rövidfilm)     | Lisa                 |                 |
| 2015 |                                        | Outside the Box                             | Yvonne von Geseke    |                 |
| 2015 | A kolónia                              | Colonia                                     | Ursel                | Kis-Kovács Luca |
| 2016 | Régen menőbbek voltunk                 | Was hat uns bloß so ruiniert                | Stella               |                 |
| 2017 | Az ifjú Karl Marx                      | Le jeune Karl Marx                          | Jenny von Westphalen |                 |
| 2017 |                                        | Gutland                                     | Lucy Loschetter      |                 |
| 2017 | Fantomszál                             | Phantom Thread                              | Alma Elson           | Bertalan Ágnes  |
| 2018 | Ami nem öl meg                         | The Girl in the Spider’s Web                | Erika Berger         |                 |
| 2019 | A megtévesztés művészete               | The Last Vermeer                            | Minna Holberg        | Szabó Zselyke   |
| 2020 | Sebesült testvéreinknek                | De nos frères blessés                       | Hélène Iveton        |                 |
| 2021 | Saját lifttel a pokolba                | Nebenan                                     | új bérlő             |                 |
| 2021 | Bergman szigete                        | Bergman Island                              | Chris                | Mentes Júlia    |
| 2021 |                                        | Serre moi fort                              | Clarisse             |                 |
| 2021 | Idő                                    | Old                                         | Prisca               | Bartsch Kata    |
| 2021 | Beckett                                | Beckett                                     | Lena                 | Dobó Enikő      |
| 2021 | Túlélő                                 | The Survivor                                | Miriam Wofsoniker    | Bartsch Kata    |
| 2021 | Fűző                                   | Corsage                                     | Erzsébet császárné   |                 |
| 2021 |                                        | Plus que jamais                             | Hélène Mouchet       |                 |
| 2023 | Ingeborg Bachmann – Utazás a sivatagba | Ingeborg Bachmann – Journey into the Desert | Ingeborg Bachmann    |                 |
| 2023 | A három testőr: D’Artagnan             | Les trois mousquetaires: D'Artagnan         | Ausztriai Anna       | Réti Adrienn    |
| 2023 | A három testőr: Milady                 | Les Trois Mousquetaires: Milady             | Ausztriai Anna       | Réti Adrienn    |
| 2024 |                                        | Two People Exchanging Saliva (rövidfilm)    | narrátor             |                 |
| 2024 |                                        | Went Up the Hill                            | Jill                 |                 |

### Televízió
| Év        | Magyar cím        | Eredeti cím               | Szerep                          | Megjegyzések              |
| --------- | ----------------- | ------------------------- | ------------------------------- | ------------------------- |
| 2011      | Tetthely          | Tatort                    | Mariam Sert                     | 1 epizód (Egy jobb világ) |
| 2012      | Rommel            | Rommel                    | De La Rochefoucauld grófné      | tévéfilm                  |
| 2014      |                   | Elly Beinhorn: Alleinflug | Elly Beinhorn                   | tévéfilm                  |
| 2014      |                   | Das Zeugenhaus            | Marie-Claude Vaillant-Couturier | tévéfilm                  |
| 2015      |                   | Tag der Wahrheit          | Ursel                           | tévéfilm                  |
| 2015      |                   | Mon cher petit village    | Elisabeth                       | tévéfilm                  |
| 2017      |                   | Der Kriminalist           | Dr. Kim Koch                    | 1 epizód                  |
| 2018–2020 | A tengeralattjáró | Das Boot                  | Simone Strasser                 | 10 epizód                 |

## Fordítás
- Ez a szócikk részben vagy egészben  a   Vicky Krieps című angol Wikipédia-szócikk fordításán alapul.  Az eredeti cikk szerkesztőit annak laptörténete sorolja fel. Ez a jelzés csupán a megfogalmazás eredetét és a szerzői jogokat jelzi, nem szolgál a cikkben szereplő információk forrásmegjelöléseként.